# La Rue (Kirchner)
Pour les articles homonymes, voir La Rue (homonymie).
La Rue (en allemand : Die Straße) est un tableau du peintre expressionniste Ernst Ludwig Kirchner. Réalisé en 1913, il fait partie du cycle des Scènes de rue (1913-1915).

## Description
Deux cocottes bien habillées occupent le centre du tableau ; elles sont entourées de plusieurs hommes qui flânent dans une rue d'une grande ville.
En fait, un seul et même homme semble répliqué dans des postures et des démarches différentes. Ainsi, à l'homme qui, au premier plan, est penché vers la droite et regarde à travers une vitrine, correspondent quatre personnages qui regardent les femmes et cinq autres, plus flous, en arrière-plan à gauche. Les hommes sont tous coiffés d'un grand chapeau et d'un manteau noir.
Les couleurs contrastées, parfois criardes, et la perspective d'une construction inclinée, expriment la magie mais aussi l'insécurité et l'instabilité de la vie urbaine.

## Provenance
Le tableau a été vendu en 1920 par la Galerie Schames à Francfort-sur-le-Main à la Nationalgalerie de Berlin et exposé au Palais du Kronprinz. Le 7 juillet 1937, le Reichsministerium für Volksaufklärung und Propaganda a confisqué le tableau dans le cadre de la plateforme « Art dégénéré » puis l'a exposé dans la grande exposition d'« art dégénéré », jusqu'à novembre 1937 à Munich, et ensuite dans l'exposition itinérante à Berlin, Leipzig, Düsseldorf et Salzbourg. À partir d'octobre 1938, il a été placé au dépôt du château de Schönhausen puis vendu en février 1939 au Museum of Modern Art de New York par l'intermédiaire du marchand d'art Karl Buchholz. Il appartient toujours au MoMA.

## Source de la traduction
- (de) Cet article est partiellement ou en totalité issu de l’article de Wikipédia en allemand intitulé « Die Straße (Kirchner) » (voir la liste des auteurs).